# Красницький Геннадій Олександрович
Геннадій Олександрович Красницький (нар. 27 серпня 1940, Ташкент, Узбецька РСР, СРСР — пом. 12 червня 1988, Курган-Тюбе, Таджицька РСР) — радянський футболіст, нападник.

## Клуб
Народився у Ташкенті. Батько загинув на фронті. Перші кроки у футболі робив на стадіоні «Харчовик». Виступав за юнацьку збірну Узбекистану. З 1956 року — в дублі «Пахтакора».
13 квітня 1958 року провів перший матч за основний склад і відзначився забитим м'ячем у ворота «Металурга» (Нижній Тагіл). Майстер виконання ударів з стандартних положень (штрафні, кутові). За шосте місце в чемпіонаті 1961 року отримав звання «Майстер спорту».
Найрезультативніший гравець «Пахтакора» у вищій лізі радянського футболу — 102 голи в 242 іграх. Всього, за тринадцять сезонів в чемпіонаті СРСР провів 321 матч, 142 забиті м'ячі. Фіналіст кубка 1968 року. Член клубу Григорія Федотова — 106 голів.

## Збірна
Через небажання переходити до провідних клубів, у збірну майже не залучався — провів лише три матчі.
Дебютував 21 травня 1961 року у Варшаві. Радянська команда поступилася господарям з мінімальним рахунком (з пенальті відзначився Ернест Поль). Геннадій Красницький, в середині другого тайму, замінив Валерія Лобановського і став першим гравцем «Пахтакора» у збірній СРСР.
СРСР: Яшин, Медакін, Нетто (к), Чохелі, Воронін, Маношин, Метревелі, Іванов, Лобановський (Красницький, 60), Бубукін, Месхі. Тренер: Качалін.
16 травня 1965 року провів свій останній матч у збірній її багаторічний капітан Ігор Нетто. У перерві поєдинку з австрійцями, Красницький замінив Логофета. Протягом всієї гри команди більше уваги надавали захисту і, в результаті — жодного забитого м'яча (0:0).
СРСР: Банніков, Дикарьов, Шестерньов, Данилов (Пономарьов, 46), Воронін, Нетто (к) (Логофет, 5; Красницький, 46), Метревелі, Січінава, Іванов, Казаков, Месхі (Хусаїнов, 46). Тренер: Морозов.
У вересні 1966 року вийшов у стартовому складі проти збірної Югославії. На 15-й хвилині відкрив рахунок у матчі, в підсумку перемога з рахунком 2:1. Разом з Василем Даниловим був кращим гравцем своєї команди.
СРСР: Пшеничников, Пономарьов, Шестерньов (к), Данилов (Гетманов, 75), Воронін, Афонін, Матвєєв, Січінава (Малофєєв, 30), Банішевський, Красницький, Казаков. Тренер: Морозов.
Наприкінці 1963, у складі збірної клубів СРСР, брав участь у турне по Південній Америці. У матчі з «Спортінг Кристалом» забив свій найвідоміший гол: після потужного удару зі штрафного, м'яч перетнув лінію воріт, розірвав сітку і вилетів за межі футбольного поля. Наставник перуанців, дворазовий чемпіон світу, Діді вважав, що таке зробити неможливо і сперичався, але арбітр матчу Алмейда відразу зарахував гол.
Вдруге розірвати сітку, Красницькому вдалося у міжнародному товариському матчі в Греції. Після повернення із-за океану написав книгу «Від Ріо-де-Жанейро до Монтевідео».

## Тренер
Відразу після завершення ігрової кар'єри очолив «Трактор». В наступні роки працював у командах:
- 1971 — «Пахтакор» — тренер
- 1972 — «Янгієр» — тренер
- 1973 — «Трактор» — тренер
- 1974—1976 — «Пахтакор» — тренер
- 1976 — «Пахтакор» — головний тренер
- 1977 — «Янгієр» — головний тренер
- 1984—1985 — «Зірка» (Джизак) — головний тренер

З середини 80-х років — інспектор футбольних матчів команд другої ліги. 12 червня 1988 року випав з вікна готелю в Курган-Тюбе. Обставини смерті, до кінця, так і не з'ясували.

## Цитати
|                                                   | Це був футболіст, на якого ходили вболівальники. Кожен його вдалий фінт ставав предметом обговорення, а про його нищівні удари, взагалі ходили легенди. «Проблема Красницького» завжди стояла перед командою, яка зустрічалася з «Пахтакором»; ташкентський клуб вважався самобутньою командою, ну а Геннадій Красницький був однією найяскравіших і вражаючих фігур тієї футбольної епохи. |
| — Володимир Перетурін (спортивний телекоментатор) | |

|                                             | Красницький був однією з найяскравіших особистостей в нашому футболі — відмінні фізичні дані, працездатність, удар. Мені подобався цей хлопець. Всі, зазвичай, говорять про індивідуальні якості Красницького як бомбардира, але не слід забувати і про його тактичне мислення — одним точним пасом він умів відрізати відразу кількох гравців оборони і вивести партнерів на завершальний удар. Красницький цілком міг би грати в будь-якому сучасному європейському клубі. |
| — Костянтин Бєсков (заслужений тренер СРСР) | |

|                                           | Помножте все зроблене Красницьким на два, і ви отримаєте уявлення про його здібності. |
| — Борис Аркадьєв (заслужений тренер СРСР) |                                                                                       |

## Статистика
Статистика виступів у клубі:
| Сезон  | Чемпіонат | Чемпіонат | Чемпіонат | Кубок | Кубок |
| Сезон  | Ліга      | Ігри      | Голи      | Ігри  | Голи  |
| ------ | --------- | --------- | --------- | ----- | ----- |
| 1958   | Д-2       | 25        | 12        |       | 2     |
| 1959   | Д-2       | 24        | 12        |       | 0     |
| 1960   | Д-1       | 29        | 19        | —     | —     |
| 1961   | Д-1       | 24        | 20        |       | 1     |
| 1962   | Д-1       | 17        | 4         |       | 0     |
| 1963   | Д-1       | 36        | 14        |       | 1     |
| 1964   | Д-2       | 27        | 16        |       | 0     |
| 1965   | Д-1       | 29        | 13        |       | 0     |
| 1966   | Д-1       | 33        | 10        |       | 1     |
| 1967   | Д-1       | 29        | 10        |       | 2     |
| 1968   | Д-1       | 16        | 3         |       | 2     |
| 1969   | Д-1       | 29        | 8         |       | 0     |
| 1970   | Д-1       | 5         | 1         |       | 0     |
| Всього | Всього    | 321       | 142       |       | 9     |